# Twentse
La Twentse, nota anche come Twents Hoen, Kraienkopp o Kraienkoppe, è una razza olandese di pollo che prende il nome dalla regione del Twente, situata ai confini con la Germania, dove è stata selezionata a metà del XIX secolo. La sua attitudine è la produzione di uova (150-200 annue).

## Origini

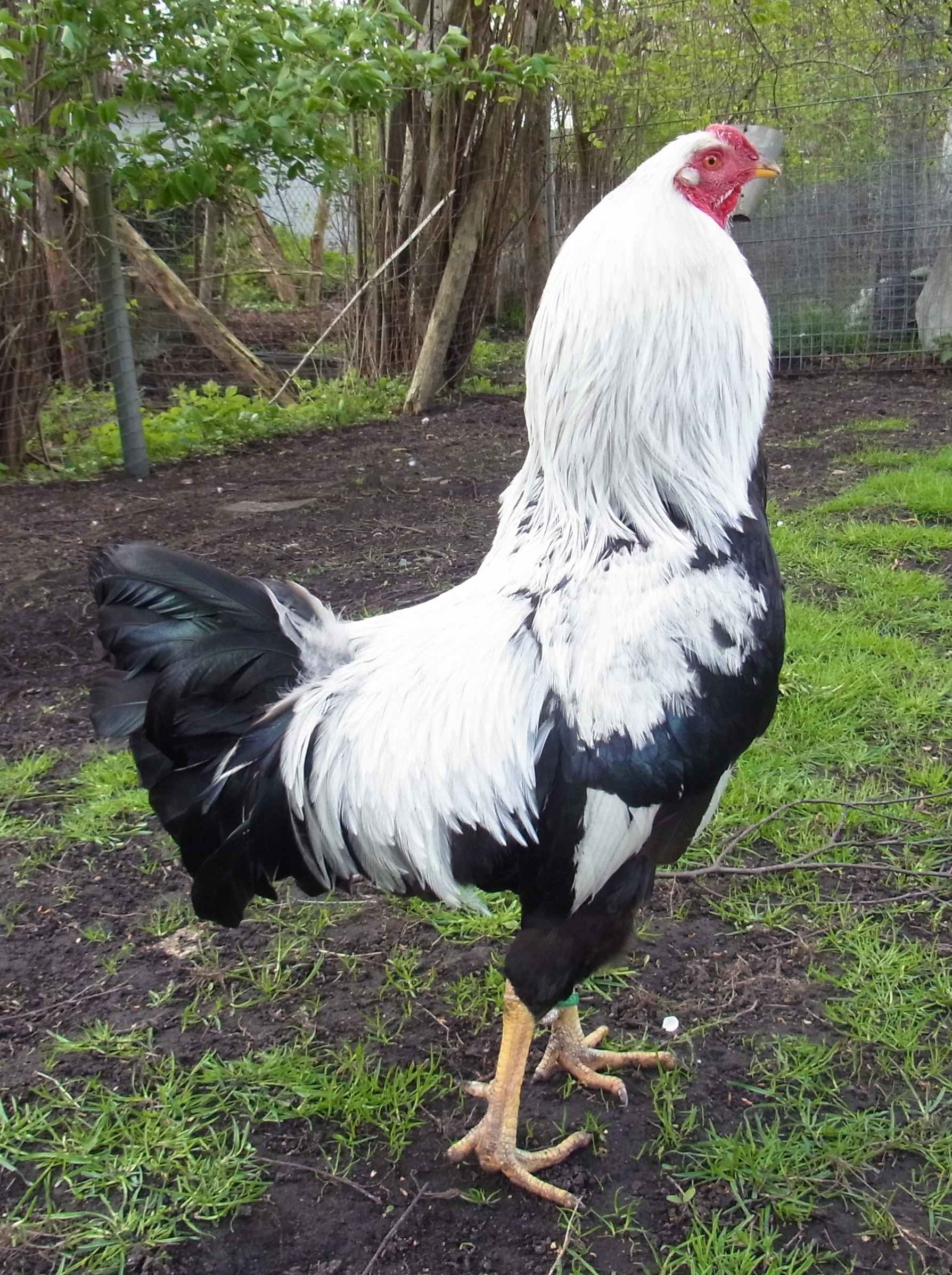
Un pollo Twentse (colorazione argento)

Fra le razze utilizzate per selezionarla, sono state usate la Livornese e la Malese.